# UFC 207
UFC 207: Nunes vs. Rousey var en MMA-gala som arrangerades av Ultimate Fighting Championship och ägde rum 30 december 2016 i Las Vegas i USA. 

## Resultat
1. ↑  Titelmatch i bantamvikt (damer).
2. ↑  Titelmatch i bantamvikt (herrar).
3. ↑  Catchweight 129,5 lbs.[2]
4. ↑  Catchweight 173,5 lbs.[2]